# Druckzahl
Die Druckzahl {\displaystyle \psi } ist eine dimensionslose Kennzahl zur Beschreibung einstufiger Strömungsmaschinen. Im Zusammenhang mit der Durchflusszahl wird die Druckzahl auch als Größe der Leistungsumsetzung der Stufe beschrieben. Unter leichten Umformungen beschriebenen Definitionen wird die Druckzahl ebenfalls als Schaufelarbeitskenngröße, Arbeitszahl, Leistungszahl oder Enthalpiekennzahl bezeichnet.
Die Druckzahl bezieht die spezifische Stutzenarbeit {\displaystyle Y} auf das Quadrat der Umfangsgeschwindigkeit {\displaystyle u} des Laufrades der Maschine:
{\displaystyle \psi ={\frac {Y}{{\frac {1}{2}}\cdot u^{2}}}}
In dieser Definition lässt sich die Stutzenarbeit {\displaystyle Y} unter Vernachlässigung von Reibungskräften durch die massenspezifische technische Arbeit {\displaystyle w_{t}} ersetzen und weiter über die eulersche Turbinenhauptgleichung mit Geschwindigkeitskomponenten beschreiben:
{\displaystyle \psi ={\frac {w_{t}}{{\frac {1}{2}}\cdot u_{2}^{2}}}=2\cdot \left({\frac {c_{u2}}{u_{2}}}-{\frac {u_{1}}{u_{2}}}\cdot {\frac {c_{u1}}{u_{2}}}\right)}
Es ist zu beachten, dass die Umfangsgeschwindigkeit {\displaystyle u} nicht einheitlich definiert ist. Bei Axialmaschinen bezieht sie sich meistens
- auf den Außendurchmesser (bei Pumpen, Ventilatoren, Verdichtern) oder
- auf einen mittleren Durchmesser (Dampf- und Gasturbinen).

Bei der Definition der Umfangsgeschwindigkeit wird entweder die Änderung des statischen oder des absoluten Totaldrucks bilanziert. Die Bilanzierung über die Stutzenarbeit beschreibt eine Zustandsänderung entlang einer Polytrope.

## In Gasströmungen
Für Druckverhältnisse zwischen Druck- und Saugseite, die kleiner als 1,30 sind, kann die Kompressibilität auch bei Gasströmungen häufig vernachlässigt werden:
{\displaystyle {\frac {p_{\text{D}}}{p_{\text{S}}}}<1{,}30\quad \Rightarrow \quad \kappa \approx 0}
In diesen Fällen kann die Druckzahl berechnet werden mit der Änderung {\displaystyle \Delta p_{\text{ges}}} des Gesamtdrucks der Strömungsmaschine und der mittleren Dichte {\displaystyle \rho _{\text{m}}} des Arbeitsmediums:
{\displaystyle \psi \approx {\frac {\Delta p_{\text{ges}}}{{\frac {1}{2}}\cdot \rho _{\text{m}}\cdot u^{2}}}}

## Typische Werte
- In modernen Axialverdichtern von Flugzeugen: {\displaystyle \psi \approx } 0,30 bis 0,35
- bei Axialverdichtern in stationären Gasturbinen: 0,60 bis 0,65
- In Turbinen: negativ und kleiner als −1,30.